# Vitale I Michiel
Vitale I Michiel, Vital I Michele (zm. 1102) – doża Wenecji w latach 1096–1102.